# Leutenbach (Bajorország)
Leutenbach település Németországban, azon belül Bajorországban. Lakosainak száma 1656 fő (2023. december 31.). Leutenbach Gräfenberg és Egloffstein községekkel határos.

## Népesség
A település népessége az elmúlt években az alábbi módon változott:
| Lakosok száma | 513  | 743  | 671  | 1491 | 1680 | 1658 | 1611 | 1638 | 1657 | 1656 |
|               | 1875 | 1950 | 1975 | 1987 | 2012 | 2014 | 2016 | 2017 | 2021 | 2023 |